# Esquirol de Mentawai
L'esquirol de Mentawai (Callosciurus melanogaster) és una espècie de rosegador de la família dels esciúrids. És endèmic de l'arxipèlag de Mentawai (Indonèsia). El seu hàbitat natural són els boscos primaris i secundaris de plana. Està amenaçat per la desforestació que s'està produint al seu entorn natural. El seu nom específic, melanogaster, vol dir ‘panxa negra’ en llatí.